# Lutherkirche (Hannover)

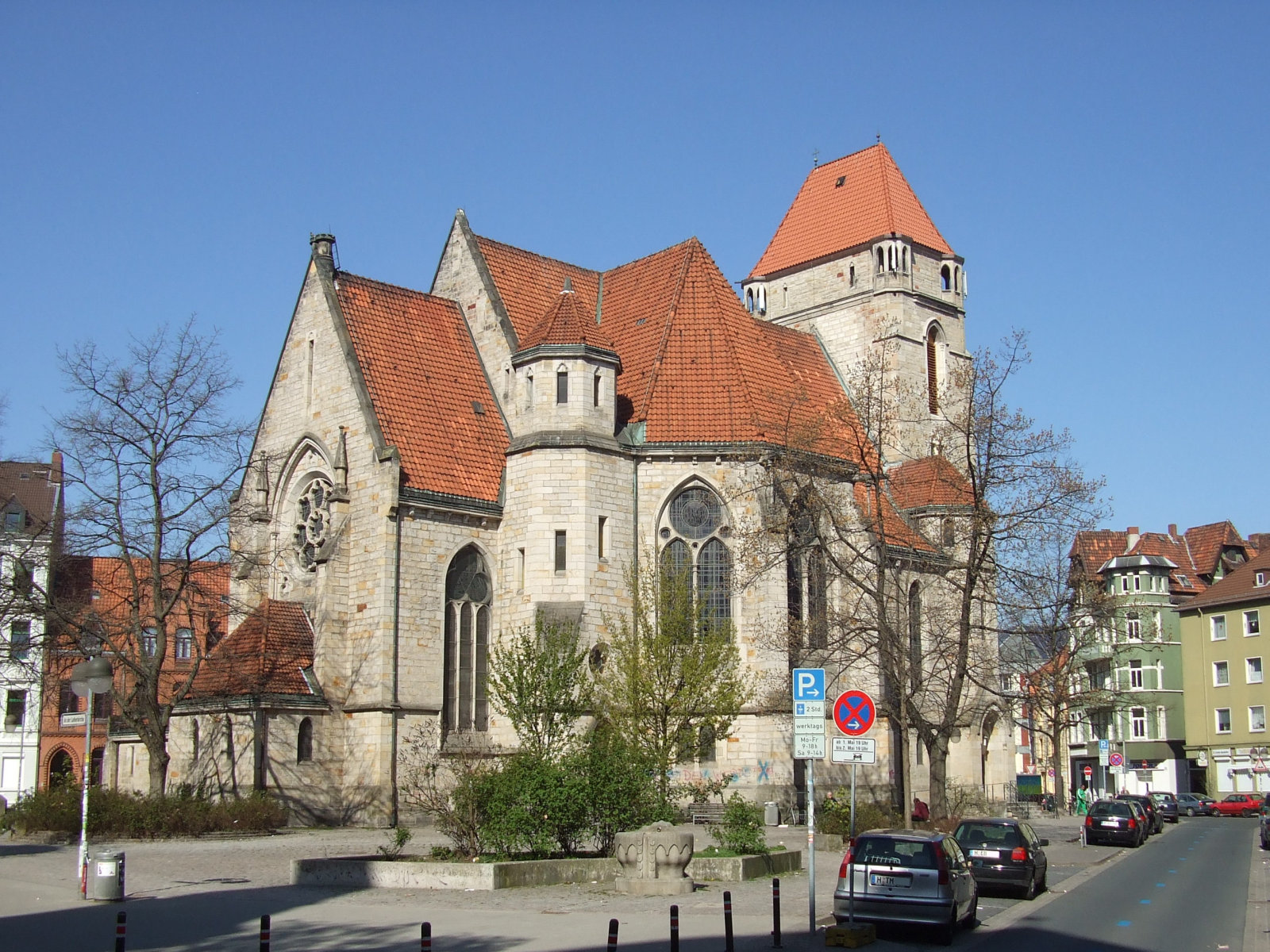
Die Lutherkirche mit neuem Turmdach im April 2010

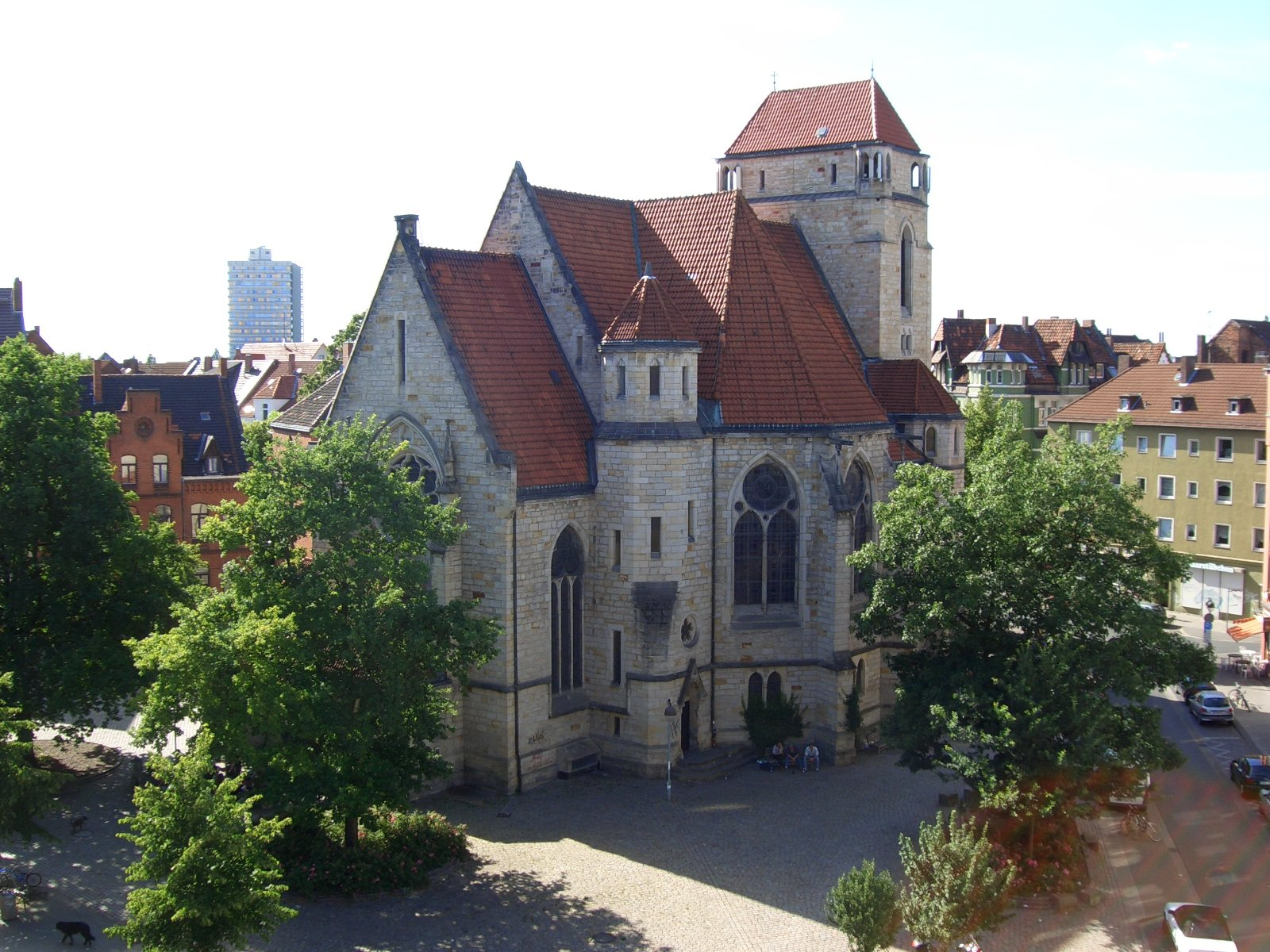
Die Lutherkirche mit altem Turmdach im Juni 2006

Die Lutherkirche in Hannover ist eine evangelische Kirche, die seit 2006 auch als Jugendkirche genutzt wird. Das Gebäude wurde 1895–1898 als letzte der drei großen Nordstädter Kirchenbauten von Rudolph Eberhard Hillebrand auf einem annähernd dreieckigen Baugrundstück im Zentrum der Nordstadt erbaut. Mit ihren zwei mächtigen Turmhelmen, umgeben von mehreren seitlichen Helmen, bot die Kirche bis kurz vor Kriegsende einen imposanten Anblick, an den heute nur noch wenig erinnert.

## Geschichte

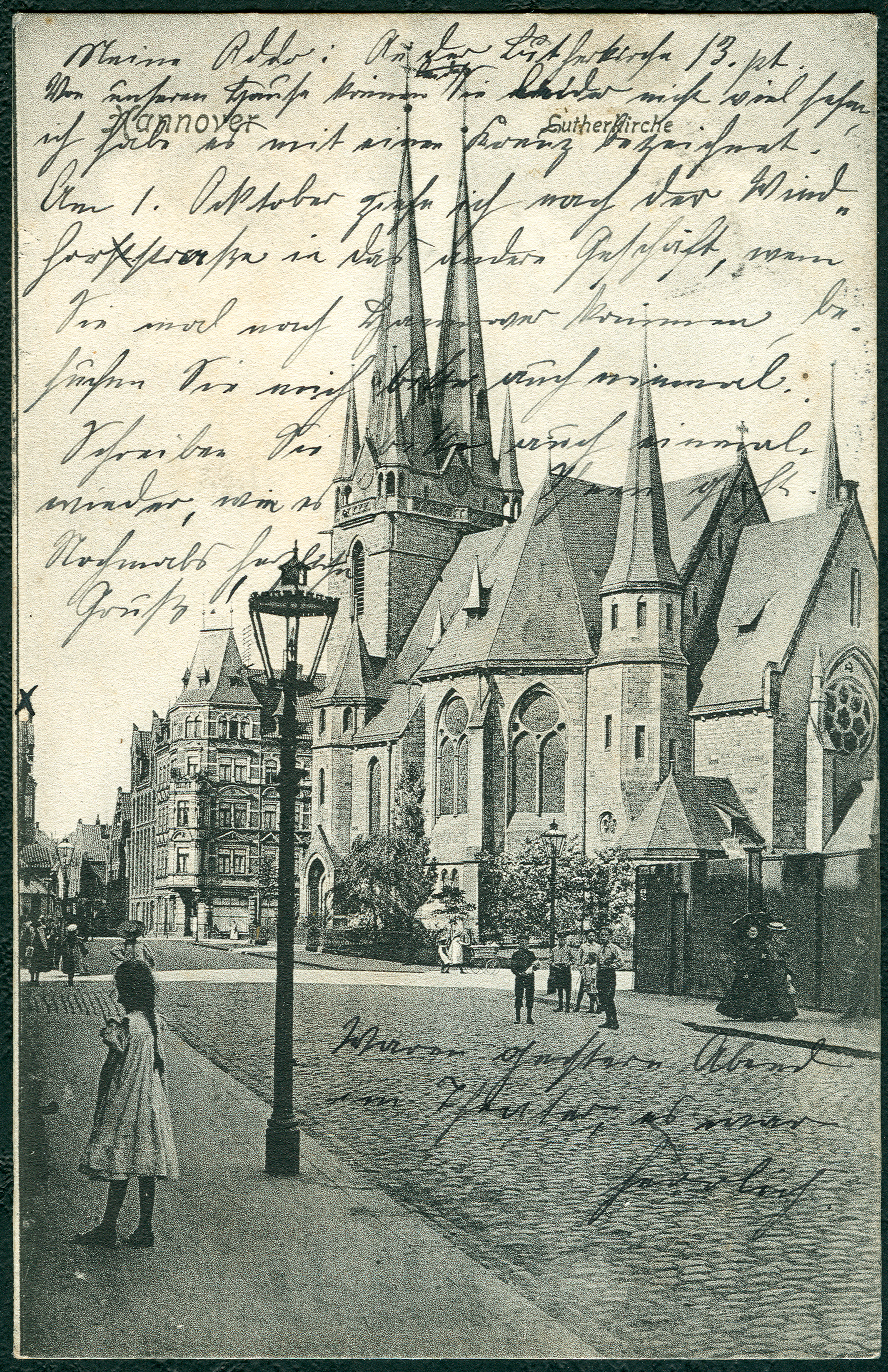
Um 1900: Die Kirche, gesehen von der Straße Im Moore Richtung Heisenstraße
Ansichtskarte 279, Norddeutsche Papier-Industrie

Am 25. März 1945 wurde die Kirche bei einem der letzten Luftangriffe auf Hannover von einer Fliegerbombe getroffen. Dach, Kirchengestühl, Altar, Orgel und Glockenstuhl verbrannten und das Gebäude stand mehrere Jahre leer. Die Gottesdienste fanden unterdessen im etwa 500 Meter Luftlinie entfernten Gemeindesaal in der Callinstraße statt. Der 1948 mit ersten Sicherungsmaßnahmen an Dach, Gewölbe und Mauerwerk begonnene Wiederaufbau der Kirche konnte am 1. Dezember 1957 mit einem Festgottesdienst zur Einweihung der neuen Orgel, erbaut von der Firma Emil Hammer Orgelbau, abgeschlossen werden.
Rechtzeitig vor den Festivitäten zur 100-Jahr-Feier (am 24. Juli 1998) und im Zuge der von 1987 bis 2010 durchgeführten Stadtteilsanierung wurde der Kirchenvorplatz vollständig neu gestaltet. Der am Südostende vorhandene, unattraktiv gewordene kleine Spielplatz wurde aufgegeben und das umgebende Buschwerk bis auf die größeren, schattenspendenden Bäume entfernt. Die freigewordenen Flächen wurden mit Granitsteinen gepflastert und bieten so reichlich Platz für Gemeinde- und Straßenfeste. Im Zuge des neuen Verkehrskonzeptes für die Nordstadt wurden zwei Straßenzüge an der Lutherkirche für den öffentlichen Durchgangsverkehr gesperrt und zu einer Mini-Fußgängerzone mit Sitzmöglichkeiten für Jugendliche und Erwachsene vereinigt. Die im Original von 1905 erhaltene Nordstädter Pferdetränke konnte als Brunnen reaktiviert werden.

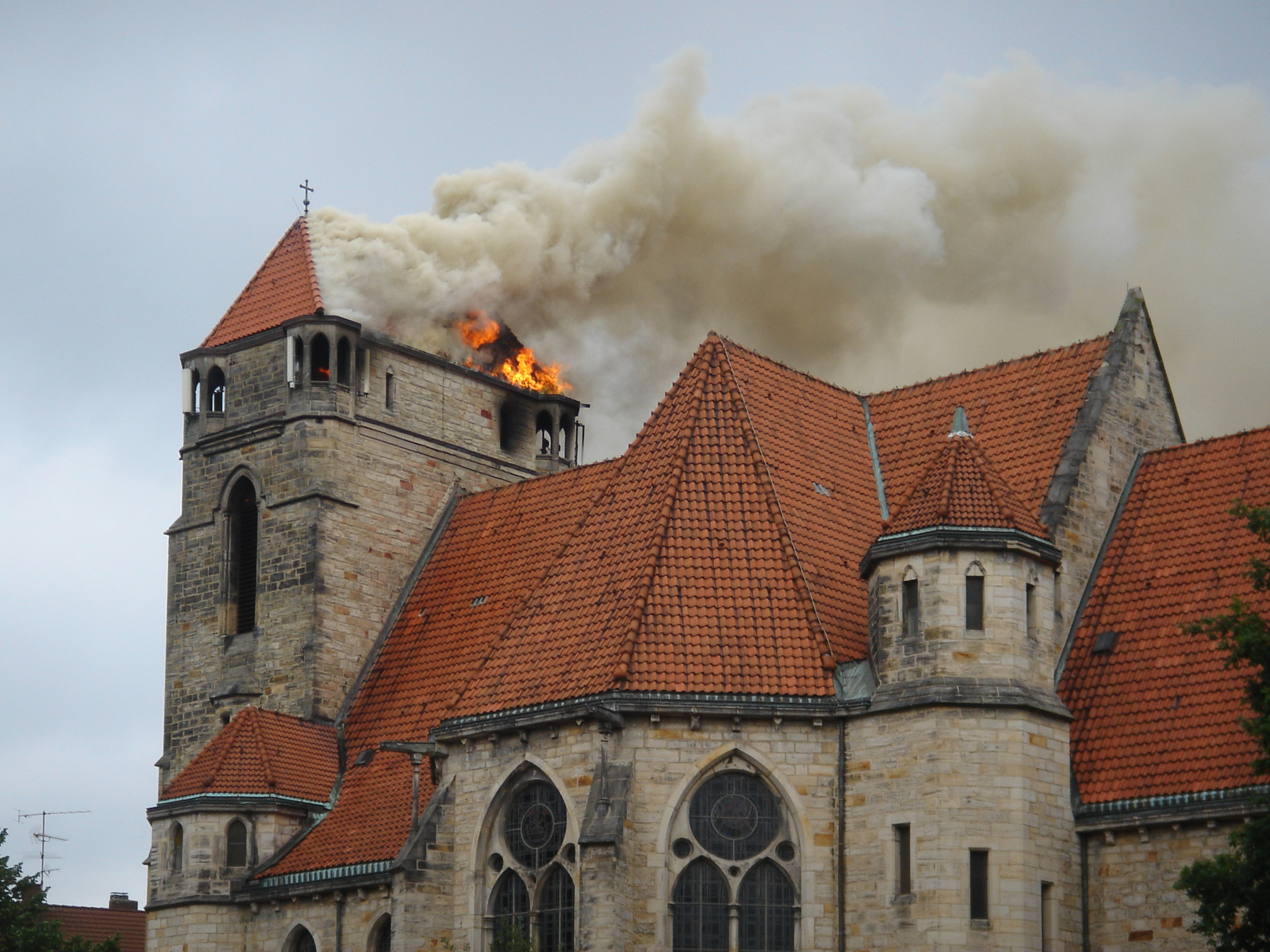
Brand der Lutherkirche am 22. August 2006

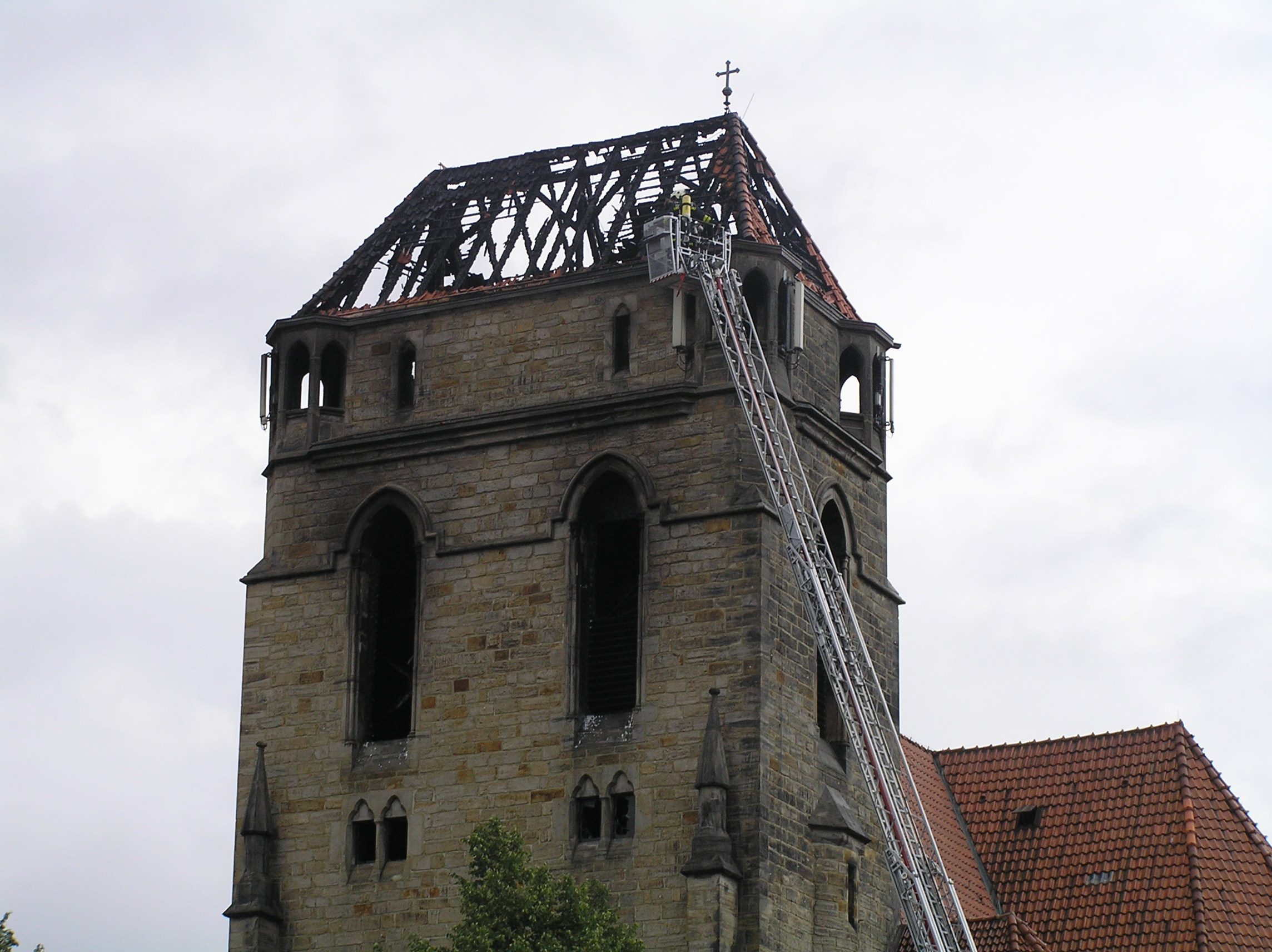
Turm der Lutherkirche nach dem Brand

2003 fiel die Entscheidung, die Lutherkirche zur ersten Jugendkirche Norddeutschlands auszubauen. Die vom hannoverschen Architekten Bernd Rokahr geplanten Umbauarbeiten fanden im Sommer 2004 statt. Zeitgleich eröffnete in Bad Segeberg die erste Jugendkirche Nordelbiens. Das Kircheninnere wurde beim Umbau komplett modernisiert. Nach dem Ausbau des alten Holzgestühls, welches für den Wiederaufbau der Marienkirche in Chojna (Polen) gespendet wurde, wurde der Boden neu verfliest und im vorderen Kirchenteil ein – funktionellen Gesichtspunkten entsprechender – Bereich mit zwei, multifunktional nutzbaren Glaskuben eingerichtet. Neben einem Kirchencafé befindet sich nun auch eine professionelle Licht- und Tonanlage in der Kirche, wodurch ermöglicht wird, Konzerte, Theateraufführungen und Gottesdienste in besonderer Form (z. B. Live-Band oder audiovisuelle Präsentationen) zu veranstalten. Nach außen hin weisen zwei große farbige Leuchtkästen am Kirchenportal auf das Projekt Jugendkirche hin.
Am 22. August 2006 wurden bei einem Kirchturmbrand der Glockenstuhl, das Galeriegeschoss und das Dach zerstört. Durch den Glockenschacht rinnendes Löschwasser beschädigte die Orgel. Nach dem Brand begannen Wiederaufbauarbeiten, die im Oktober 2008 mit der Fertigstellung des neuen Kirchturmdaches im Wesentlichen beendet waren. Die mehrjährige Bauzeit erklärt sich daraus, dass Baugutachter den Austausch zahlreicher Steine anordneten. Die um 1,6 Meter erhöhte, durch Spenden der Gemeindemitglieder mitfinanzierte Dachkonstruktion soll optisch an den im Krieg zerstörten Ursprungszustand der Kirche erinnern. Mit einem feierlichen Läutefest wurden am 28. Oktober 2008 alle drei Glocken wieder in Betrieb genommen. Inzwischen konnten auch die Arbeiten an der Orgel zum Abschluss gebracht werden.

## Altar
Das Altarrelief mit der Darstellung des Abendmahl Jesu wurde 1957 von der Bildhauerin Ingeborg Steinohrt geschaffen. Es erinnert an das alte Altarbild, das im Krieg verloren ging.

## Taufstein und Kanzel
Der Taufstein ist im Original erhalten, wurde aber beim Wiederaufbau – ebenso wie die Kanzel – grundlegend überarbeitet.

## Orgel
Die Orgel wurde 1963 von der Werkstatt Emil Hammer Orgelbau errichtet. Das Schleifladen-Instrument hat 35 Register auf drei Manualen und Pedal. Die Spiel- und Registertrakturen sind mechanisch.
| I Hauptwerk C–g3 |              |       |
| 1.               | Quintadena   | 16′   |
| 2.               | Prinzipal    | 8′    |
| 3.               | Spillpfeife  | 8′    |
| 4.               | Oktave       | 4′    |
| 5.               | Koppelflöte  | 4′    |
| 6.               | Quinte       | 2 ⁄3′ |
| 7.               | Oktave       | 2′    |
| 8.               | Mixtur V-VII |       |
| 9.               | Dulzian      | 16′   |
| 10.              | Trompete     | 8′    |

| II Brustwerk C–g3 |                 |        |
| 11.               | Singend Gedackt | 8′     |
| 12.               | Rohrflöte       | 4′     |
| 13.               | Nasat           | 2 ⁄3′  |
| 14.               | Gemshorn        | 2′     |
| 15.               | Terz            | 1 3⁄5′ |
| 16.               | Oktave          | 1′     |
| 17.               | Zimbel III      |        |
| 18.               | Vox humana      | 16′    |
|                   | Tremulant       |        |

| III Oberwerk C–g3 |              |       |
| 19.               | Gedackt      | 8′    |
| 20.               | Prinzipal    | 4′    |
| 21.               | Spitzgedackt | 4′    |
| 22.               | Oktave       | 2′    |
| 23.               | Quinte       | 1 ⁄3′ |
| 24.               | Scharf IV-V  |       |
| 25.               | Rankett      | 16′   |
| 26.               | Krummhorn    | 8′    |
|                   | Tremulant    |       |

| Pedal C–f1 |                  |     |
| 27.        | Subbass          | 16′ |
| 28.        | Prinzipalbass    | 8′  |
| 29.        | Gedackt          | 8′  |
| 30.        | Oktave           | 4′  |
| 31.        | Holzflöte        | 4′  |
| 32.        | Rauschpfeife III |     |
| 33.        | Mixtur III       |     |
| 34.        | Posaune          | 16′ |
| 35.        | Trompete         | 8′  |

- Koppeln: II/I, III/I, I/P, II/P

## Bleiglasfenster
Die Glasmaler Alexander Linnemann und Otto Linnemann entwarfen und fertigten zwei Bleiglasfenster, wie sich aus den Werkverzeichnissen von 1902 und 1914 ergibt. Über deren Verbleib ist nichts bekannt. Vermutlich wurden diese, wie auch andere nicht ausgelagerte Ausstattungsgegenstände, im Zweiten Weltkrieg zerstört.
Nach Trümmerbeseitigung und jahrelangen Leerstand erhielt die Kirche zunächst eine Notverglasung aus Industrieglas. Diese wurden in den 1960er Jahren beginnend mit dem Rundfenster über dem Altar schrittweise durch eine wertigere, spendenfinanzierte Verglasung ersetzt. Dabei kamen Entwürfe des Braunschweiger Glasmalers Hans Matschinski zur Anwendung. Die Ausführung selbst lag in den Händen der Glasmalerei Peters.
Die Fenster unter den Emporen im angedeuteten Querhaus stellen die Vielfalt der Schöpfung (Fauna, Flora, Gestirne) dar. Die Fenster darüber enthalten Motive aus der biblischen Heilsgeschichte (Pfingsttaube, Gemeindeschiff, Neues Jerusalem) und dem Leben Jesu (Geburt, Weinstock Gleichnis, Kreuzigung). In Nähe der Orgel entdeckt der Besucher musikalische Motive. Im zum Kirchencafé umgebauten Bereich darunter Motive mit den vier Grundelementen (Feuer, Wasser, Erde, Luft).
Die drei öffentlich nicht zugängigen Fenster in der Sakristei stammen von der Berliner Künstlerin Ursula Beste. Die in gedeckten Farben gehaltenen Motive thematisieren den Kreuzestod Jesu, die Auferstehung und Gottes Weltengericht.
Ende der 1970er Jahre gelangte – über eine damals bestehende Kirchenpatenschaft – ein Bleiglasfenster mit der Lutherrose aus der zum Abriss freigegebenen Leipziger Markuskirche nach Hannover. Es schmückt nun den Turm der Lutherkirche in Höhe der Orgel.

## Lutherfigur im Turmfoyer
Das Eingangsportal der Lutherkirche schmückte bis kurz vor Kriegsende eine von Carl Dopmeyer geschaffene mannsgroße Lutherfigur. Diese ging leider verloren. Die aktuell im Foyer stehende, 1926 vom Bildhauer Kracke geschaffene, Figur stammt ursprünglich aus der zerstörten Lukaskirche. Sie war ebenfalls beschädigt, konnte jedoch repariert werden. Nach einer längeren Odyssee gelangte sie Mitte der 1980er Jahre – abermals beschädigt – in den Besitz der Lutherkirchengemeinde.